# Сычёва, Татьяна Александровна (бегунья)
Татьяна Александровна Сычёва, в девичестве Механошина (род. 29 ноября 1957) — советская легкоатлетка, специалистка по бегу на длинные дистанции и кроссу. Выступала за сборную СССР по лёгкой атлетике в конце 1970-х — начале 1980-х годов, многократная призёрка первенств национального значения, участница кроссовых чемпионатов мира 1980 года в Париже и 1981 года в Мадриде. Представляла Пермь и спортивное общество «Труд».

## Биография
Татьяна Механошина родилась 29 ноября 1957 года.
Занималась лёгкой атлетикой в Перми, состояла в добровольном спортивном обществе «Труд».
Впервые заявила о себе на взрослом всесоюзном уровне в сезоне 1978 года, когда выиграла бронзовую медаль в кроссе на 2 км на чемпионате страны в рамках XVII Всесоюзного кросса на призы газеты «Правда».
В 1979 году взяла бронзу на чемпионате СССР по кроссу в Ессентуках.
В 1980 году вошла в состав советской национальной сборной и выступила на чемпионате мира по кроссу в Париже, где заняла 45-е место в личном зачёте и помогла своим соотечественницам выиграть женский командный зачёт.
В 1981 году стала бронзовой призёркой на кроссовом чемпионате СССР в Кисловодске, тогда как на кроссовом чемпионате мира в Мадриде была пятой в личном зачёте и вновь выиграла командный зачёт. На летнем чемпионате СССР в Москве добавила в послужной список серебряную награду, полученную в беге на 3000 метров. В той же дисциплине финишировала четвёртой на Кубке Европы в Загребе.
В 1982 году стала серебряной призёркой в беге на 3000 метров на зимнем чемпионате СССР в Москве (показанный здесь результат 8:55,04 поныне считается национальным рекордом Грузии в данной дисциплине).
В 1984 году на чемпионате СССР в Донецке установила свой личный рекорд в беге на 3000 метров на открытом стадионе — 8:50,76, хотя попасть здесь в число призёров не смогла.